# Matam Park

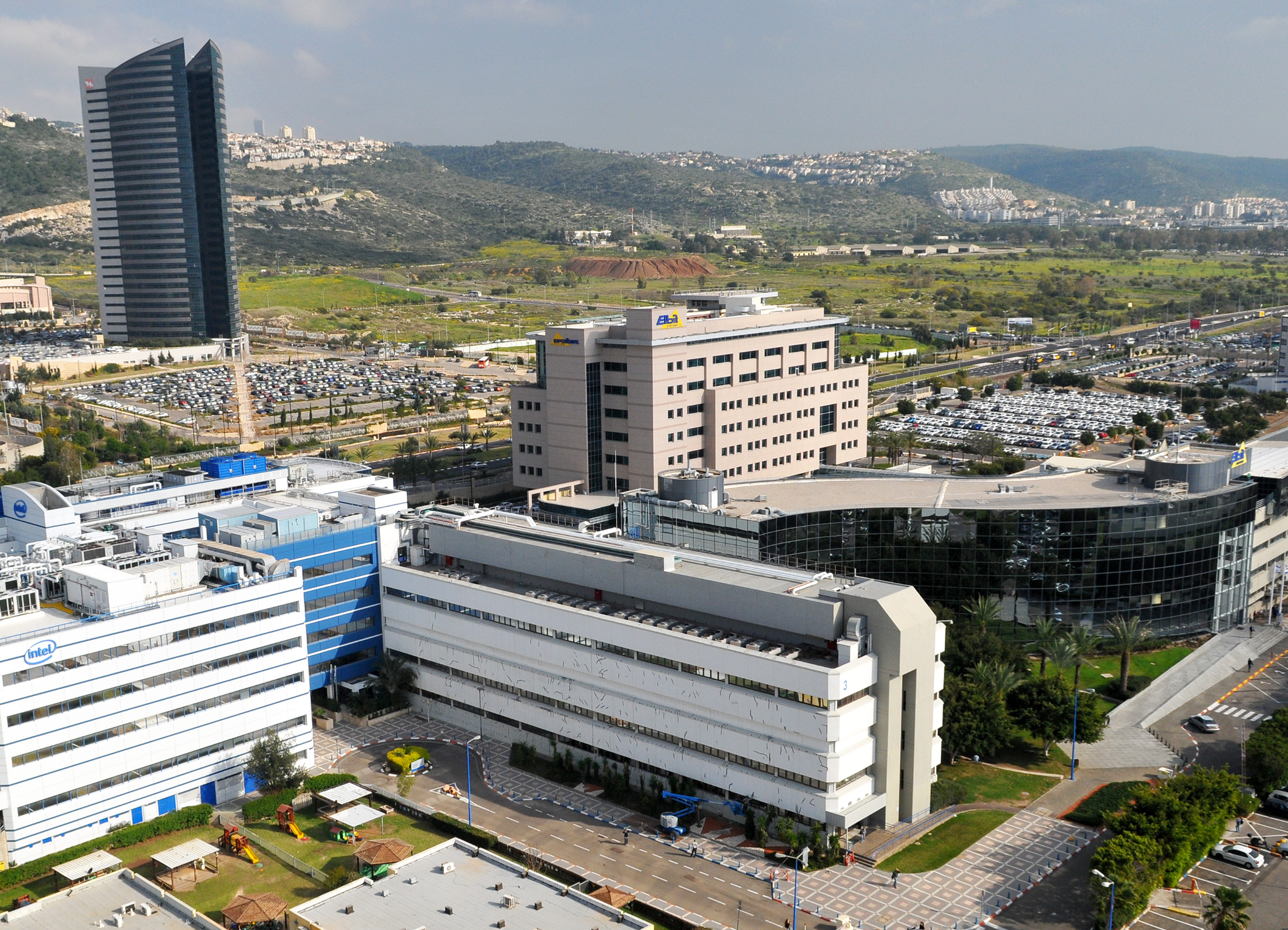
Parque de alta tecnología Matam en Haifa

Matam (en hebreo: מת"ם‎; acrónimo de Merkaz Ta'asiyout Mada, Centro de Industrias de la Ciencia), ubicado en la entrada sur de Haifa, es el mayor y más antiguo parque tecnológico de Israel. El parque es un centro tecnológico internacional, con empresas tecnológicas líderes mundiales especializadas en la investigación y el desarrollo de alta tecnología, entre las cuales se incluyen: Intel, IBM, Microsoft, Apple, Google, Yahoo!, Amazon (a través de Annapurna Labs), Philips, Qualcomm, Cisco Videoscape, Elbit Systems, Aladdin Informatios Systems, Matrix Business Technologies, ProcessGene y Neustar. También la multinacional financiera Plus500 tiene su sede allí.
Matam también ha servido de incubadora para empresas tecnológicas israelíes, que luego se vendieron a otras empresas, normalmente estadounidenses o británicas, incluyendo Zoran Corporation, Aladdin Knowledge Systems o NetManage.

## Ubicación

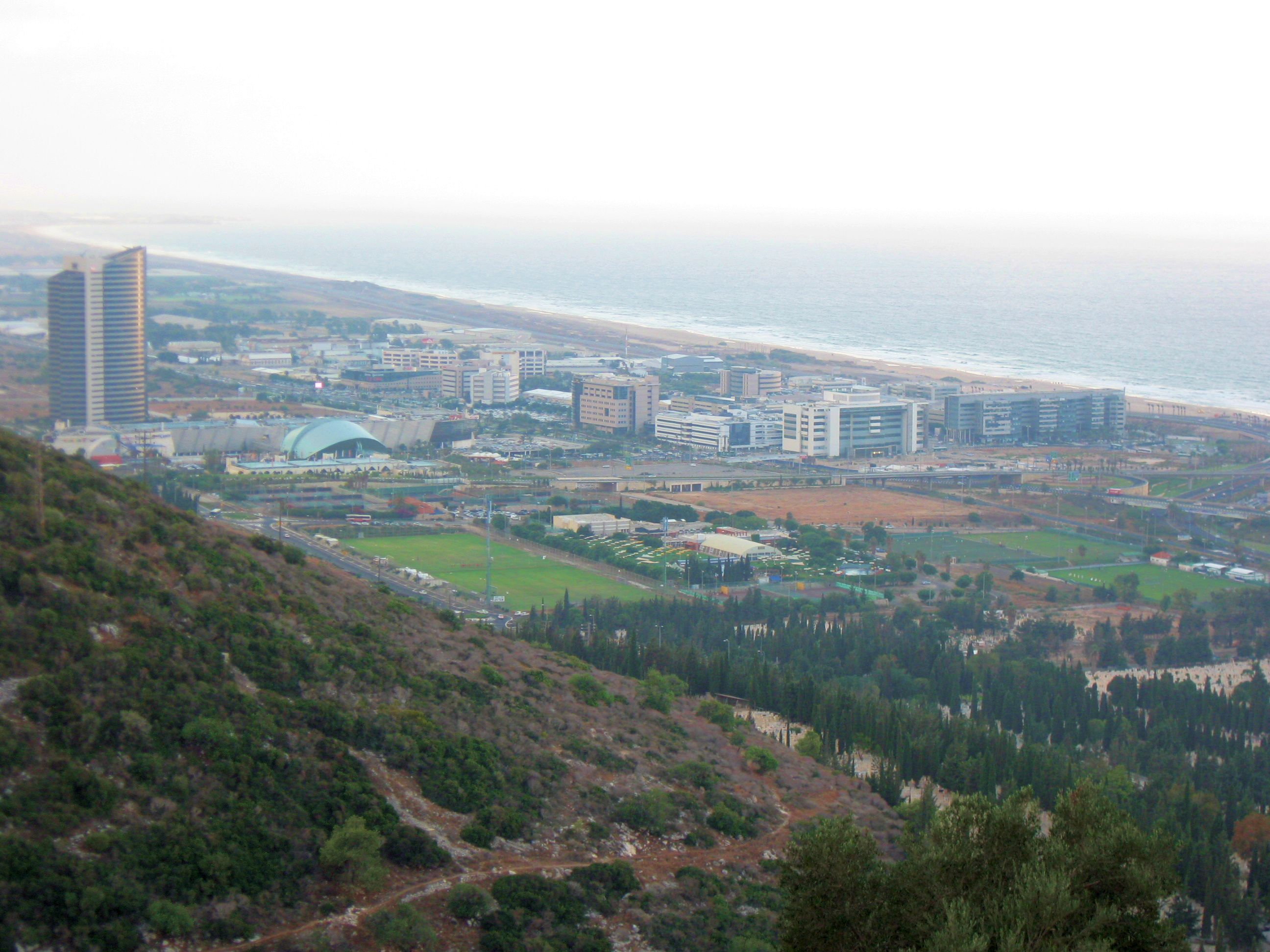
El parque visto desde una colina cercana

El parque está situado entre la Autopista 2 y la Autopista 4, cerca de centros de transporte público como la Estación de ferrocarril Haifa Hof HaCarmel y la Estación Central de Autobuses Haifa Hof HaCarmel.
En 2000, IBM alquiló de Matam un gran edificio al sur de la Universidad de Haifa, en la cima del monte Carmelo, donde se encuentra su centro de desarrollo e investigación. Ambos sitios se engloban bajo Gav-Yam Matam. Gav-Yam es actualmente el grupo que lleva la administración de la mayor parte de los parques tecnológicos, y algunos parques industriales, de Israel.

## Historia
Matam Park fue fundado en la década de 1970 por la Haifa Economic Corporation, y se ha ido ampliando desde entonces. Uno de los primeros inquilinos en el parque fue Intel Israel, que puso en marcha su centro de investigación y desarrollo en 1974, y hoy cuenta con más de 2000 empleados en Matam. Hoy en día el parque es 51% propiedad de Gav-Yam Bayside Land Corporation (TASE:BYSD) y un 49% de la Haifa Economic Corporation.

## Descripción
Matam Park es un campus cerrado, cubriendo una superficie de aproximadamente 220.000 metros cuadrados con cerca de 8.000 empleados. El parque incluye edificios con una superficie de aproximadamente 270.000 metros cuadrados. Los planes de futuro para el parque incluyen la expansión de un adicional de 100.000 metros cuadrados. La dirección central y la empresa de mantenimiento proporciona una variedad de servicios a los ocupantes, tales como: aire acondicionado central, cafeterías, centros de cuidados de niños, clínica médica, transporte, correo, estación de gasolina y áreas de aparcamiento de carros.
| - Edificio de Microsoft en Matam - Centro de desarrollo de Google en Matam - Centro de desarrollo de Yahoo! en Matam - Centro de desarrollo de Intel en Matam. Algunos de los procesadores y arquitecturas de procesamiento más emblemáticos de la multinacional, como Pentium-M, Core 2 Duo e Intel Skylake se desarrollaron en este centro. |